# Le Temps (film)
Pour les articles homonymes, voir Le Temps.
Pour plus de détails, voir Fiche technique et Distribution.
Le Temps est un long métrage de fiction écrit et réalisé par François Delisle, abordant le changement climatique.
Le film a connu sa première au Festival international du film sur l'art à Montréal. Le film est sorti au cinéma au Québec le 18 avril 2025.

## Synopsis
À travers le temps et des paysages variés, quatre personnages tissent une toile d’histoires explorant la résilience humaine face aux bouleversements environnementaux.
Marie, aux prises avec un questionnement obsessif et déchirant de jeune mère face à un futur sans issue pour son enfant, transforme son anxiété en un militantisme passionné. Terence, réfugié climatique, confie son sort à des étrangers, espérant trouver asile au nord. McKenzie, agent de la sécurité d’État, brise les chaînes du système pour ainsi reprendre le contrôle de son destin et se sentir enfin vivre. Puis Kira, militaire, déserte l’armée pour se joindre à une tribu nomade, gardienne de valeurs humanistes.
Fable sur la crise climatique, Le temps transcende les frontières artistiques pour engager un dialogue nécessaire entre notre passé, notre présent et notre avenir.

## Fiche technique
Source : IMDb
- Titre original : Le Temps
- Réalisation : François Delisle
- Scénario : François Delisle
- Musique : Robert Marcel Lepage
- Direction artistique : Geneviève Lizotte
- Costumes : Cédric Poirier Quenneville
- Maquillage : Nina Jouchet, Marilyne Romero
- Photographie : François Delisle
- Montage : François Delisle
- Production : François Delisle
- Société de production : Films 53/12
- Société de distribution : h264 distribution
- Pays de production :  Canada
- Langue originale : Français, anglais, russe
- Format : Couleur
- Genre : Fiction, drame
- Durée : 94 minutes
- Dates de sortie : 
  - Québec : 18 avril 2025

## Distribution
- Emmanuelle Lussiez-Martinez : Marie
- Mylène Mackay : voix française de Marie
- Dominick Rustam : Terence
- Robert Naylor : voix de Terence
- Laurent Lucas : McKenzie
- Julian Casey : voix de McKenzie
- Rose-Marie Perreault : Kira
- Masha Bashmakova : voix de Kira

## Sortie
Le film est présenté en première au Festival International du Film sur l'Art à Montréal le 21 mars 2025. Il a aussi été projeté au Canadian Film Fest à Toronto, au Festival du Film de l'Outaouais à Gatineau et au Festival du Cinéma du Monde de Sherbrooke. Le film a pris l'affiche le 18 avril 2025 au Québec dans le cadre du Jour de la Terre.